# Kikkerdril (film)
Kikkerdril is een Nederlandse kinderfilm uit 2009 van Simone van Dusseldorp, die op 11 februari in première is gegaan. Een jongetje en een meisje maken een spannende tocht door de natuur, begeleid door liedjes en muziek.
Op 28 februari werd de film bekroond met de Gouden Film, de Nederlandse prijs die wordt uitgereikt bij het behalen van de 100.000ste bezoeker. Daarnaast won de film ook veel prijzen op internationale festivals: juryprijs NUEVA MIRADA in Buenos Aires, Publieksprijs Barne Filmfestival Kristiansand Noorwegen, Beste Speelfilm op het Divercine Filmfestival in Uruguay en de Publieksprijs op het International Youth Film Festival in Korea.

## Verhaal
Jannes (Thijs Goedknegt), de oudere broer van de zesjarige Max (Nino den Brave), moet zijn amandelen laten knippen in het ziekenhuis. Jannes wil graag kikkerdril hebben en dreigt Max dat hij nooit meer tegen hem praat als Max dat niet voor hem uit de sloot haalt. Jannes suggereert dat hij na de operatie nooit meer kan praten, behalve met kikkerdril als medicijn, en Max begrijpt het ook zo. Hij gaat er naar op zoek, maar de glazen pot die hij heeft meegenomen breekt. Hij komt het meisje Jesse (Whitney Franker) tegen, dat vraagt of hij wees is. Hij liegt dat dat zo is. Jesse wil zieke dieren en mensen beter maken en heeft daarvoor een medisch speelgoedkoffertje en een glazen pot met pleisters bij zich. Max mag de pot hebben nadat hij eerst slachtoffer speelt. Hij wil met de bus naar de natuur om kikkerdril te zoeken, maar wordt niet toegelaten zonder strippenkaart en zonder moeder. Hij komt Jesse weer tegen en ze gaan samen stiekem met de bus mee. Bij het uitstappen vergeet Jesse haar koffertje. De vriendschap tussen de twee wordt bezegeld doordat ze allebei een voorwerp op de grond zoeken (ze vinden een steen en een moer) en die uitwisselen. Onderweg bekent Max dat hij gewoon een moeder heeft. Jesse is boos en ze gaan apart verder, maar ze komen elkaar weer tegen en worden weer vrienden. Ze vinden uiteindelijk kikkerdril, maar Jannes, die thuiskomt, kan alweer praten. Het blijkt niet waar dat de kikkerdril nodig was om weer te kunnen praten. Max is even boos op Jannes, maar geeft hem dan toch de kikkerdril. De buschauffeur komt Jesse's koffertje terugbrengen.

## Rolverdeling
| Acteur           | Personage          |
| ---------------- | ------------------ |
| Hoofdrollen      |                    |
| Nino den Brave   | Max                |
| Whitney Franker  | Jesse              |
| Georgina Verbaan | Heleen, moeder Max |
| Juul Vrijdag     | Oma                |
| Bijrollen        |                    |
| Thijs Goedknegt  | Jannes             |
| Remko Vrijdag    | Buschauffeur Arie  |
| Wimie Wilhelm    | Buschauffeuse      |
| Quintis Ristie   | Vader Jesse        |
| Olaf Malmberg    | Dokter             |

## Achtergrond
Kikkerdril is een zogenoemde Cinema Junior film, een initiatief om de productie van hedendaagse Nederlandse jeugdspeelfilms van een goede kwaliteit te stimuleren. In 2009 zullen twee van dergelijke films geproduceerd worden door Lemming Film en Bos Bros, waarvan Kikkerdril de eerste is. Eerdere films die in het kader van Cinema Junior verschenen, zijn Knetter (2005) van Martin Koolhoven en Don (2006) van Arend Steenbergen.
De titelsong van de film, Coole Kikker, wordt gezongen door de zusjes Lisa, Amy en Shelley, die Nederland in 2007 vertegenwoordigden op het Junior Eurovisiesongfestival. Vader Rick Vol schreef het nummer samen met Tjeerd Oosterhuis.